# ستريبري ديلوفسكي
ستريبري ديلوفسكي (بالإنجليزية: Strebre Delovski)‏ هو حكم كرة قدم أسترالي من مواليد 13 أكتوبر 1975.